# 彼德雷拉城堡
彼德雷拉城堡是阿爾巴尼亞的著名古蹟，始建於公元6世紀。彼德雷拉城堡位於地拉那州南部郊區，鄰近阿爾巴尼亞首都地拉那市區，而城堡內其中一個位置擺放了很多有關阿爾巴尼亞民族英雄斯坎德培的物品。